# 嬉野線
嬉野線（うれしのせん）は、JR九州バス（嬉野支店）が運行している自動車路線である。開設以来、運行主体は鉄道省 → 日本国有鉄道自動車局（国鉄バス） → 九州旅客鉄道（JR九州） → JR九州バスと変遷した。
本項目では、運行を担当している嬉野自動車営業所・嬉野支店についても記述する。

## 概要
佐世保線武雄駅（現・武雄温泉駅）と大村線彼杵駅を嬉野温泉経由で短絡し、併せて嬉野温泉利用客の輸送を担うことを目的として1942年（昭和17年）4月より運行を開始した。
国鉄バス・JRバスの路線としては日本最西端に位置する路線である。
武雄温泉 - 嬉野温泉間は、温泉客の利用もあり観光路線的な性格も有するが、嬉野温泉 - 彼杵間はローカル色が強い。JR九州バスへの分社化以降、武雄市内で商業施設や医療機関への路線延長が行われている。
関連する路線として、唐津 - 武雄温泉 - 嬉野温泉間を長崎自動車道経由で結ぶ高速バス「うれしのライナー号」が1989年（平成元年）から運行されたが、利用は低迷し、1991年（平成3年）に廃止となっている。

## 運行系統
2022年9月23日に行先番号を変更した。途中で行先番号の変更がある路線の場合は、見出しに始発地での番号を掲載し、行先番号の変更区間は路線の説明と共に記述する。
- 嬉野本線

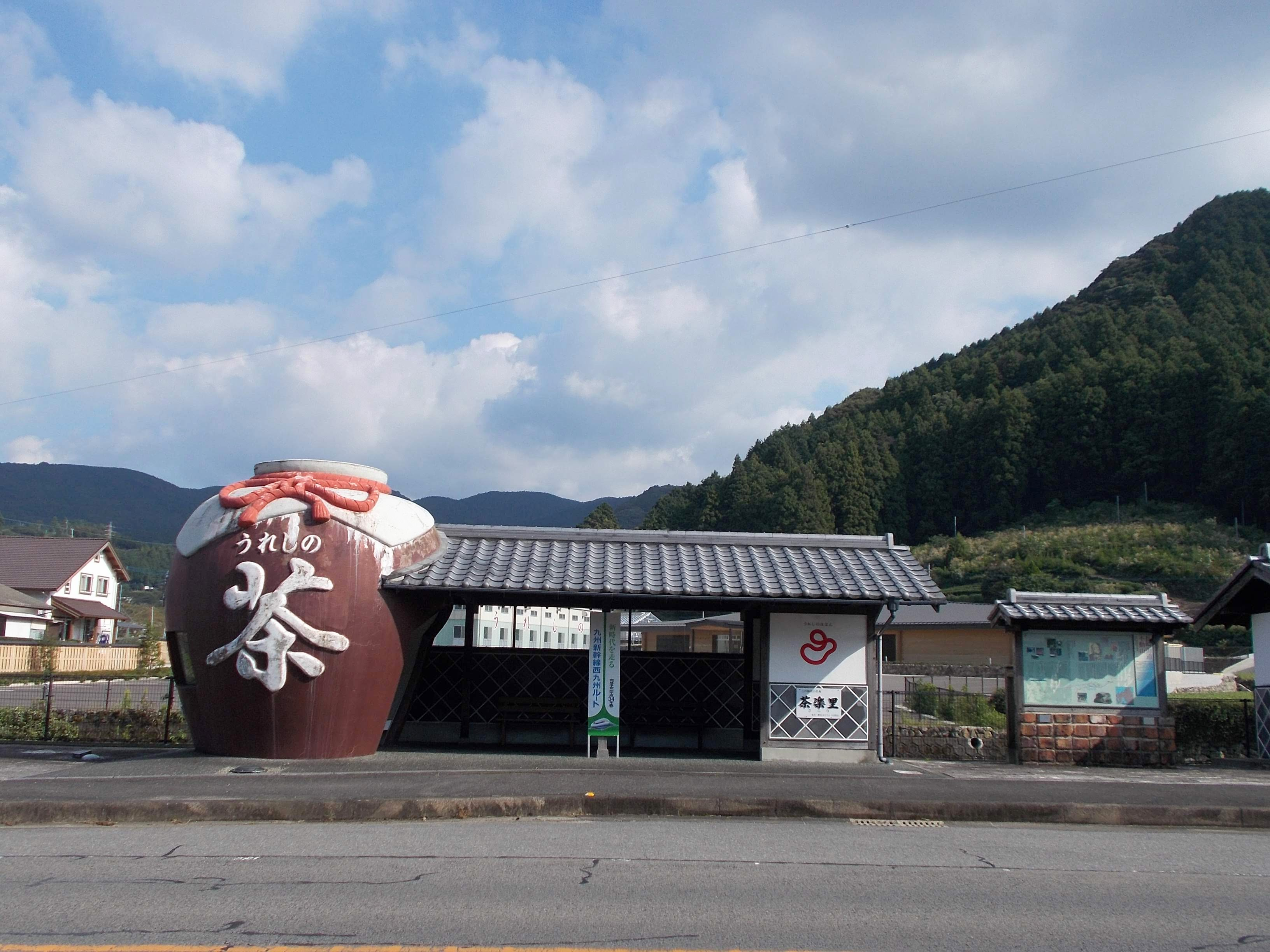
嬉野茶のモニュメントがあしらわれた大野原入口バス停（2路線共通）

  - 4→2/1→3：たけお競輪場 - ゆめタウン武雄 - 総合庁舎前 - 青陵中学校前 - 武雄温泉駅南口 - 武雄市役所前 - 日出城 - （嬉野温泉駅→嬉野医療センター） - 嬉野温泉バスセンター - 湯野田 - 平野橋 - 俵坂 - 彼杵駅
  - 2/1：新武雄病院 - 総合庁舎前 - （この間上記と同じ） - 嬉野温泉バスセンター
    - 武雄温泉駅 - 嬉野温泉バスセンター間は毎時1-2本、嬉野温泉バスセンター - 彼杵駅間は2時間に1本程度の運行。国鉄・JR九州による運営当時は嬉野温泉バスセンターで系統が分割されていた[3]が、2022年9月時点では彼杵駅発着便も嬉野温泉行き1本と休日の彼杵駅行き1本を除き武雄温泉駅方面との間で直通運行となっている[5]。
    - たけお競輪場 - 武雄温泉駅間は、分社化後に路線延長が行われた区間で、7往復（＋青陵中学始発・終着1往復）の運行。全便が嬉野温泉・彼杵方面との間で直通運行を行う[5]。
    - 新武雄病院 - 総合庁舎前間も分社化後の延長区間で、6往復の運行。すべて嬉野温泉方面との直通運行[5]。
    - 平日朝1本のみ嬉野小中学校を経由する武雄温泉駅発彼杵駅ゆきがある。
    - 行きと帰りで番号が異なっており、奇数が嬉野温泉バスセンター・彼杵駅行き、偶数が嬉野温泉バスセンター・武雄温泉駅南口・青陵中学校前・新武雄病院・たけお競輪場行きである。
      - 武雄温泉駅南口 - 嬉野温泉バスセンター間は、嬉野温泉バスセンター・彼杵駅行きが1番、武雄温泉駅南口・青陵中学校前・新武雄病院・たけお競輪場行きが2番。
        - 彼杵駅行きの場合、嬉野温泉バスセンターで行先番号を3番に変更する。

      - 嬉野温泉バスセンター - 彼杵駅間は、彼杵駅行きが3番、嬉野温泉バスセンター・武雄温泉駅南口・たけお競輪場行きが4番。
        - 武雄温泉駅南口・たけお競輪場行きの場合、嬉野温泉バスセンターで行先番号を2番に変更する。

- 不動山線

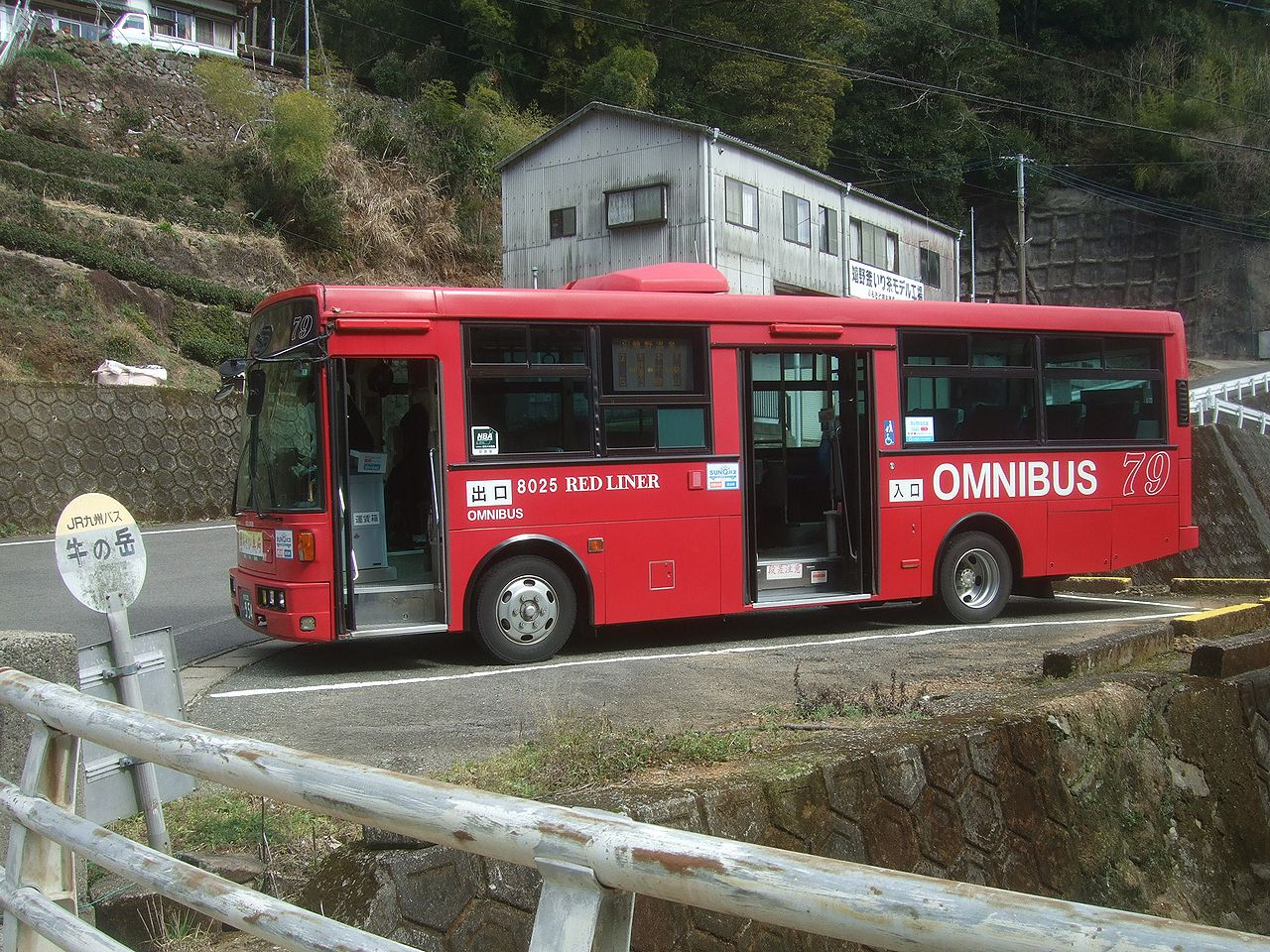
不動山線の終点・牛の岳

  - 5：嬉野温泉バスセンター - 曙橋 - 平野橋 - 不動山 - 牛の岳
    - 嬉野温泉バスセンター発牛の岳行きは1日3本（土曜・学休日は2本、休日は1本）、牛の岳発嬉野温泉バスセンター行きは1日5本（土曜・学休日は3本、休日は2本）の運行。本線系統との直通は行わず不動山線系統内のみで運行される[5]。運行区間には、道幅が大型車の車幅一杯という狭隘区間も介在する[6]。

## 運行している地域
- 佐賀県武雄市
- 佐賀県嬉野市
- 長崎県東彼杵郡東彼杵町

## 自動車駅
- 嬉野温泉駅（現・嬉野バスセンター）

## 車両
温泉行楽客輸送も行うことから、本線系では座席数の多い車両が使用され、国鉄時代後期の1985年（昭和60年）頃の時点では前乗り前降り仕様の5型・6型大型車が使用されていた。支線向けなどとして3型中型車の配置もあった。
民営化後の1990年代以降、他営業所からの転入や他社からの譲受により配置された前中扉車は、中扉を締切扱いとせず中乗り前降り方式で使用された。以来、貸切兼用のトップドア車を除いて大型車・中型車とも乗降方式は中乗り前降り方式が主体となり、また利用客の減少から本線系でも中型車の運用が拡大した。
2009年（平成21年）からは、大型車・中型車ともノンステップ車の導入が進められている。

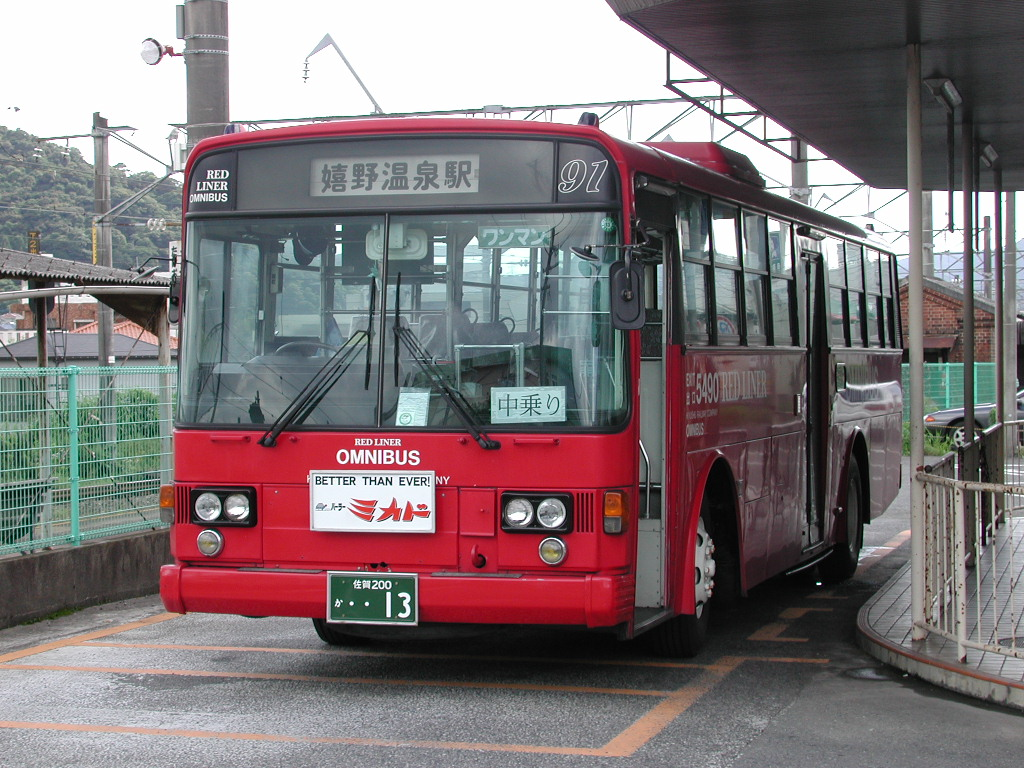
過去の車両
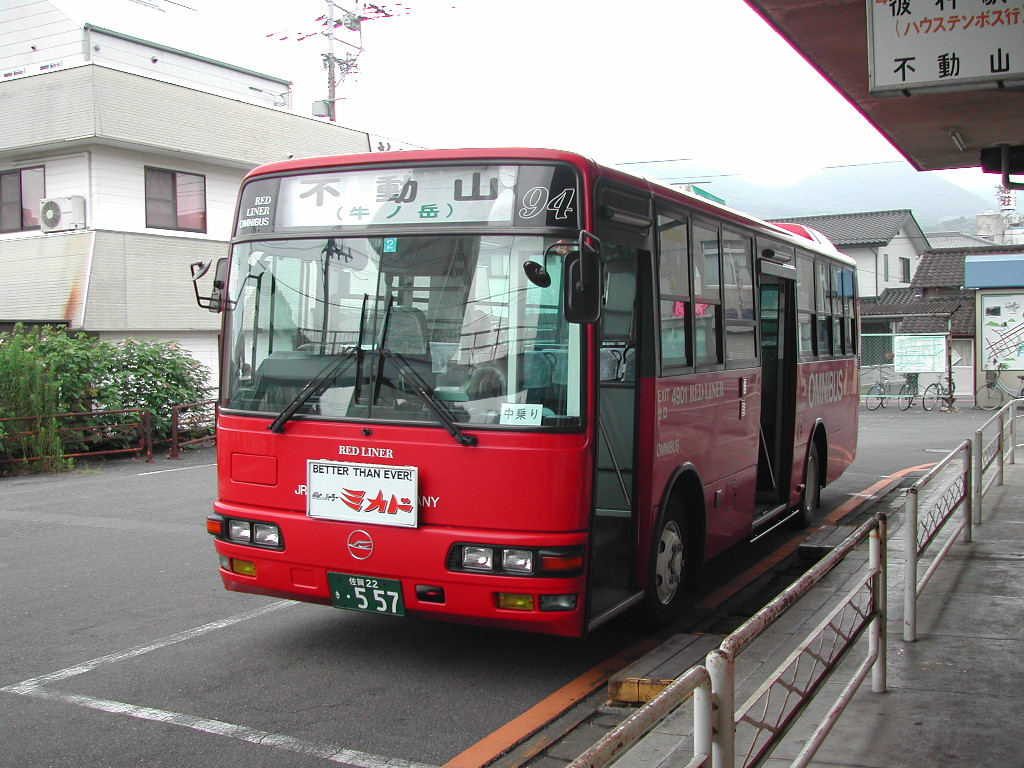
過去の車両
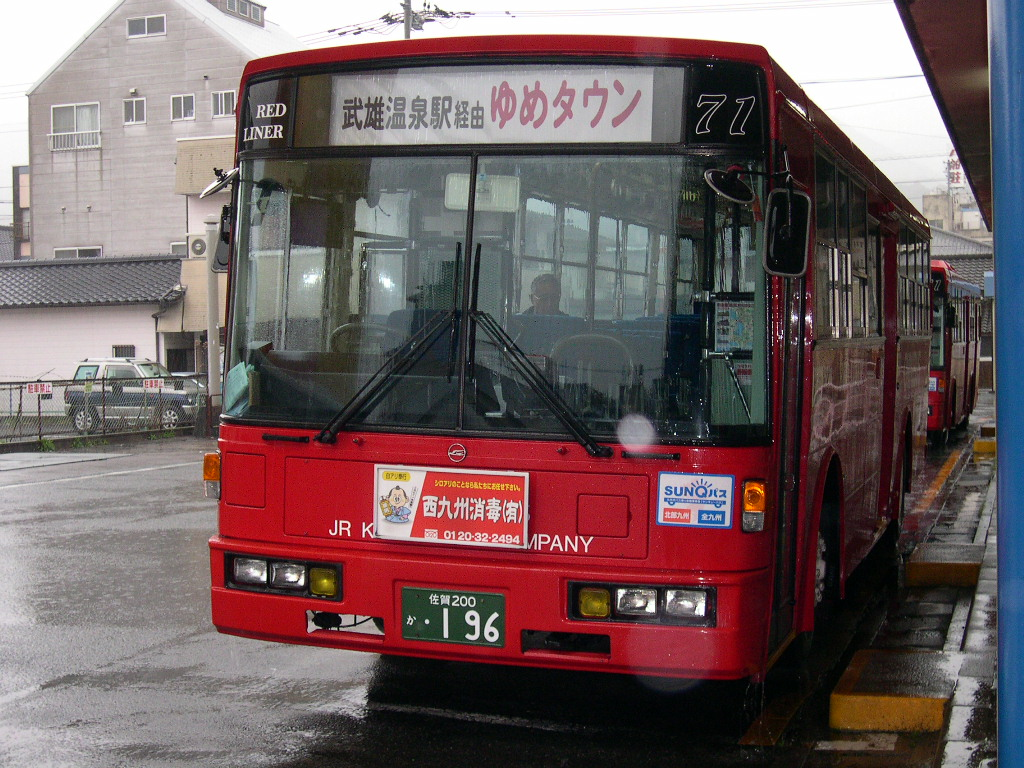
過去の車両
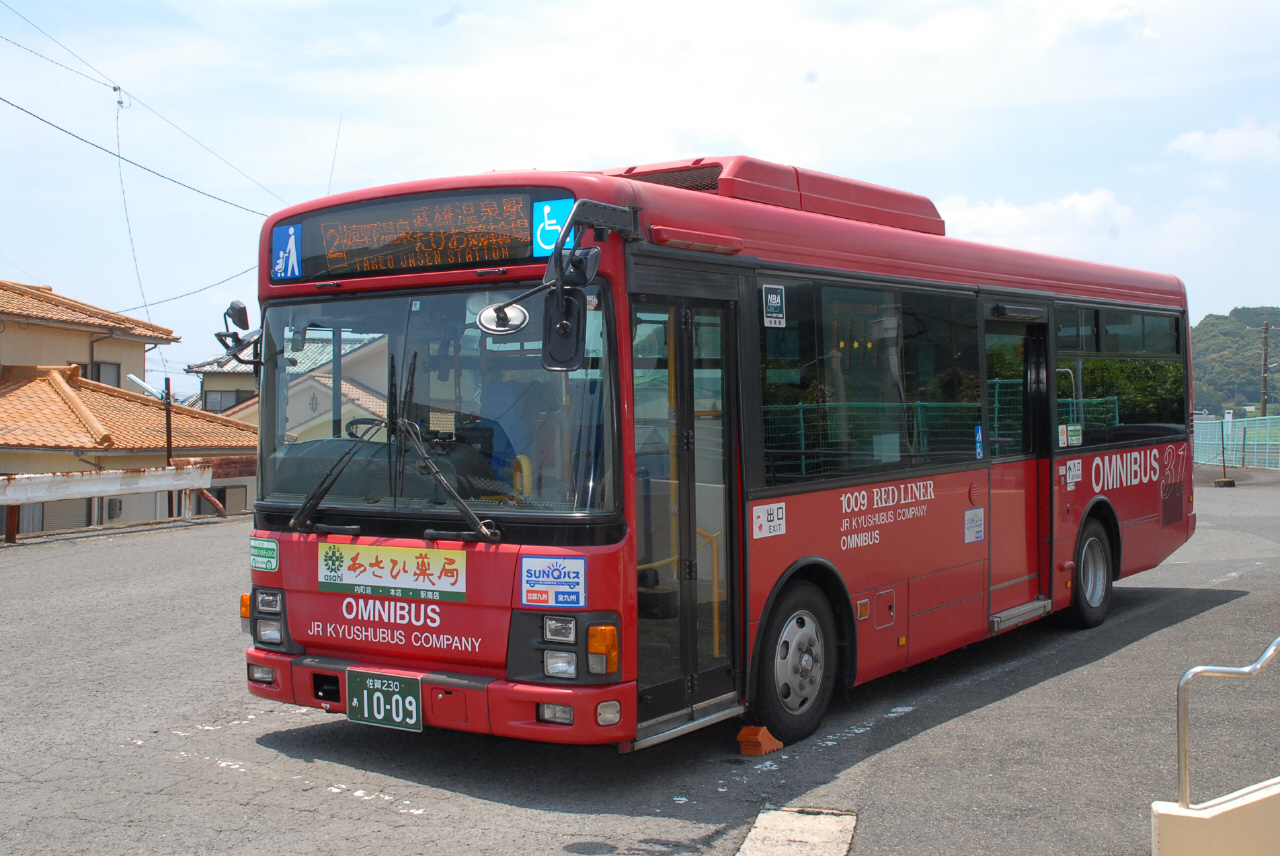
中型車
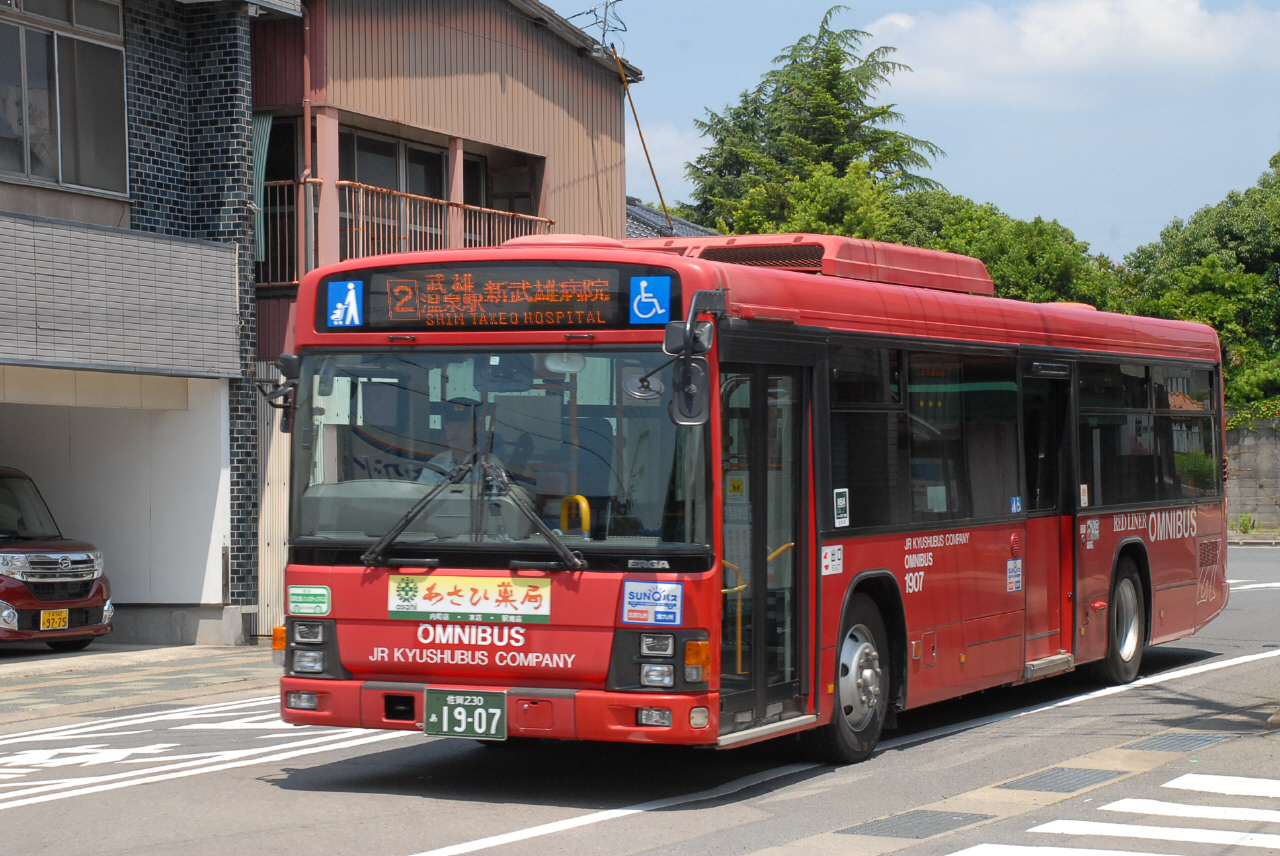
大型車

## 沿革
- 1942年（昭和17年）4月 - 武雄 - 彼杵間（26km[9]）開業[10]。嬉野自動車区開設。
- 1950年（昭和25年） - 嬉野自動車区を嬉野自動車営業所に改称。
- 1987年（昭和62年）4月1日 - 国鉄分割民営化に伴い、九州旅客鉄道（JR九州）に承継。
- 1989年（平成元年） - 唐津 - 武雄温泉 - 嬉野温泉間で高速バス「うれしのライナー号」の運行を開始。
- 1991年（平成3年）7月 - 「うれしのライナー号」廃止。
- 1996年（平成8年）7-10月 - 世界・焱の博覧会において、有田駅 - 九州陶磁文化会館会場間のシャトルバスを運行。
- 2001年（平成13年）7月1日 - 自動車部門の分社化に伴い、ジェイアール九州バスに承継。嬉野自動車営業所は同社嬉野支店となる。
- 2008年（平成20年）頃 - ゆめタウン武雄への乗り入れを開始。武雄温泉駅の発着はそれまでの北口側から南口側へ変更。
- 2019年（令和元年）6月2日 - たけお競輪場～ゆめタウンを延長、および嬉野医療センターへの乗り入れ開始。
- 2022年 （令和3年） 9月20日-nimoca導入。
- 同年 9月23日 西九州新幹線開業に伴いダイヤ改正を実施。
  - 嬉野温泉駅バス停を新設。
  - 牛の岳方面、嬉野温泉バスセンター～彼杵駅系統を除く全ての系統を「嬉野温泉駅」と「嬉野医療センター」経由に変更。
  - 停留所名変更
    - 体育館前→ユースポ入口、中学校前→嬉野中学校前、公会堂前→嬉野市役所前、肥前築城→築城、温泉入口→武雄温泉入口、小学校前→嬉野小学校前、ゆめタウン→ゆめタウン（武雄市図書館）、嬉野温泉→嬉野温泉バスセンター、彼杵郵便局前→道の駅「彼杵の荘」、武雄温泉駅南口→武雄温泉駅（南口）

  - 一部バス停にアルファベット付与
    - 【Ｉ】彼杵駅、【Ｈ】道の駅「彼杵の荘」、【Ｇ】大野原口、【Ｆ】嬉野温泉バスセンター、【Ｄ】嬉野温泉駅、【Ｅ】嬉野医療センター、【Ｃ】御船山楽園、【Ａ】武雄温泉駅（南口）、【Ｂ】ゆめタウン（武雄市図書館）[11]